# NOAA-15
NOAA-15, ou NOAA-K, est un satellite météorologique de la National Aeronautics and Space Administration (NASA) et exploité par la National Oceanic and Atmospheric Administration (NOAA), faisant partie du programme TIROS (Television Infrared Observation Satellite) et de la série NOAA POES (Polar-orbiting Operational Environmental Satellites). Lancé le 13 mai 1998, il est conçu pour fournir des données météorologiques et environnementales à l'échelle mondiale, en complément des satellites géostationnaires de la série GEOS (Geostationary Operational Environmental Satellite). En avril 2025, la NOAA annonce la future mise hors service de NOAA-15, ce qui a lieu le 19 août 2025 après presque 27 ans de mission. Il s'agit du dernier satellite de la série NOAA POES a être désactivé, après NOAA-19 (13 août 2025), NOAA-18 (6 juin 2025), NOAA-16 (9 juin 2014) et NOAA-17 (10 avril 2013).

## Historique

### Lancement
NOAA-15 est lancé par un Titan 23G, le 13 mai 1998 à 15 h 52 min 4 s UTC, depuis la Vandenberg Space Force Base, sur le site SLC-4W. Il entre officiellement en service 15 décembre 1998.

### Mission

#### Défaillance d'AVHRR/3dejuillet 2019
Le 23 juillet 2019, vers 4 h UTC, NOAA-15 commence à transmettre des données corrompues. Selon un communiqué officiel de la NOAA, publié le jour même, la consommation électrique du moteur de balayage du capteur AVHRR/3 augmente jusqu'à 302 mA vers 4 h 35 UTC, tout comme sa température, et le capteur cesse de produire des données. La NOAA précise que ce comportement est compatible avec un calage du moteur de balayage du capteur AVHRR/3, possiblement permanent. La NOAA maintient quand même l'instrument sous tension, au cas où il s'agirait seulement d'un problème temporaire. Le 25 juillet, vers 21 h UTC, le courant du moteur chute brutalement à environ 200 mA, sa température baisse, et l'instrument produit à nouveau des données.

#### Défaillance d'AVHRR/3d'octobre 2022
Le 18 octobre 2022, vers 18 h UTC, le courant du moteur de balayage d'AVHRR/3 commence à montrer des signes d'instabilité. Il augmente progressivement dans la journée de 205 à 250 mA, niveau auquel il reste jusqu'au 24 octobre. La courant augmente de nouveau, culminant à 302 mA le 25 octobre, tout comme la température du moteur. L'instrument produit cependant toujours des données, mais fortement dégradées. Le courant commence finalement à baisser lentement, atteignant 265 mA le 26 octobre, puis 260 mA le 27 octobre. Le 29 octobre, à 8 h 35 UTC, le courant revient à sa plage de fonctionnement nominale d'environ 210 mA, et la transmission des données revient à la normale.

### Mise hors service
En avril 2025, la NOAA annonce la future suspension de toutes les données des satellites NOAA-15 et NOAA-19 le 16 juin 2025 à 18 h 0 UTC. Peu après, les deux satellites subissent des tests de fin de vie (EOL), et la NOAA annonce la mise hors service de NOAA-15 le 12 août 2025 et de NOAA-19 le 19 août 2025. Le 9 août 2025, NOAA-19 subit une panne de batterie. La NOAA avance alors la date de mise hors service de NOAA-19, au 13 août 2025 à 16 h 55 UTC.
Avec la mise hors service d'urgence de NOAA-19, la désactivation de NOAA-15 est repoussée au 19 août 2025 entre 15 h 22 UTC et 15 h 37 UTC, soit sept jours après la date prévue, et six jours après la mise hors service de NOAA-19. Le 19 août 2025, la NOAA communique que la désactivation s'est bien déroulée le jour même à 15 h 28 UTC.

## Caractéristiques

### Structure
La structure du satellite se compose de quatre éléments : le support du système de réaction (Reaction System Support, RSS), le module de support d'équipement (Equipment Support Module, ESM), la plateforme de montage d'instruments (Instrument Mounting Platform, IMP) et le panneau solaire (Solar Array, SA).

### Instruments

#### Advanced Very High Resolution Radiometer/3(AVHRR/3)
NOAA-15 embarque l'Advanced Very High Resolution Radiometer/3 (AVHRR/3), comme tous les autres satellites de la série NOAA POES. Ce radiomètre est une version améliorée de l'AVHRR installé sur les satellites de la série TIROS-N et Advanced TIROS-N, avec notamment l'ajout d'un sixième canal. AVHRR/3 pèse 31 kilogrammes, et fonctionne avec une puissance de 27,2 W. Les données des canaux 1, 2 et 3, sensibles au spectre visible et au proche infrarouge, fournissent des informations sur la végétation, les nuages, la neige et la glace de mer. Les données des canaux 2 à 5, dans le proche infrarouge et le thermique, fournissent des informations sur la température de surface des terres et des océans, ainsi que sur les propriétés radiatives des nuages. Seuls cinq canaux peuvent être transmis simultanément, les canaux 3A et 3B étant commutés pour un fonctionnement soit de jour, soit de nuit. L'instrument peut observer une large zone, couvrant un angle de 55,4° de chaque côté de la trajectoire du satellite. Le balayage génère 360 lignes d'images par minute.
| Canal | Type              | Longueur d'onde | Fréquence       |
| ----- | ----------------- | --------------- | --------------- |
| 1     | Spectre visible   | 0,58 à 0,68 µm  | 441 à 517 THz   |
| 2     | Proche infrarouge | 0,725 à 1 µm    | 300 à 414 THz   |
| 3A    | Proche infrarouge | 1,58 à 1,64 µm  | 183 à 190 THz   |
| 3B    | Infrarouge moyen  | 3,55 à 3,93 µm  | 76 à 85 THz     |
| 4     | Infrarouge        | 10,3 à 11,3 µm  | 26,5 à 29,1 THz |
| 5     | Infrarouge        | 11,5 à 12,5 µm  | 24 à 26,1 THz   |

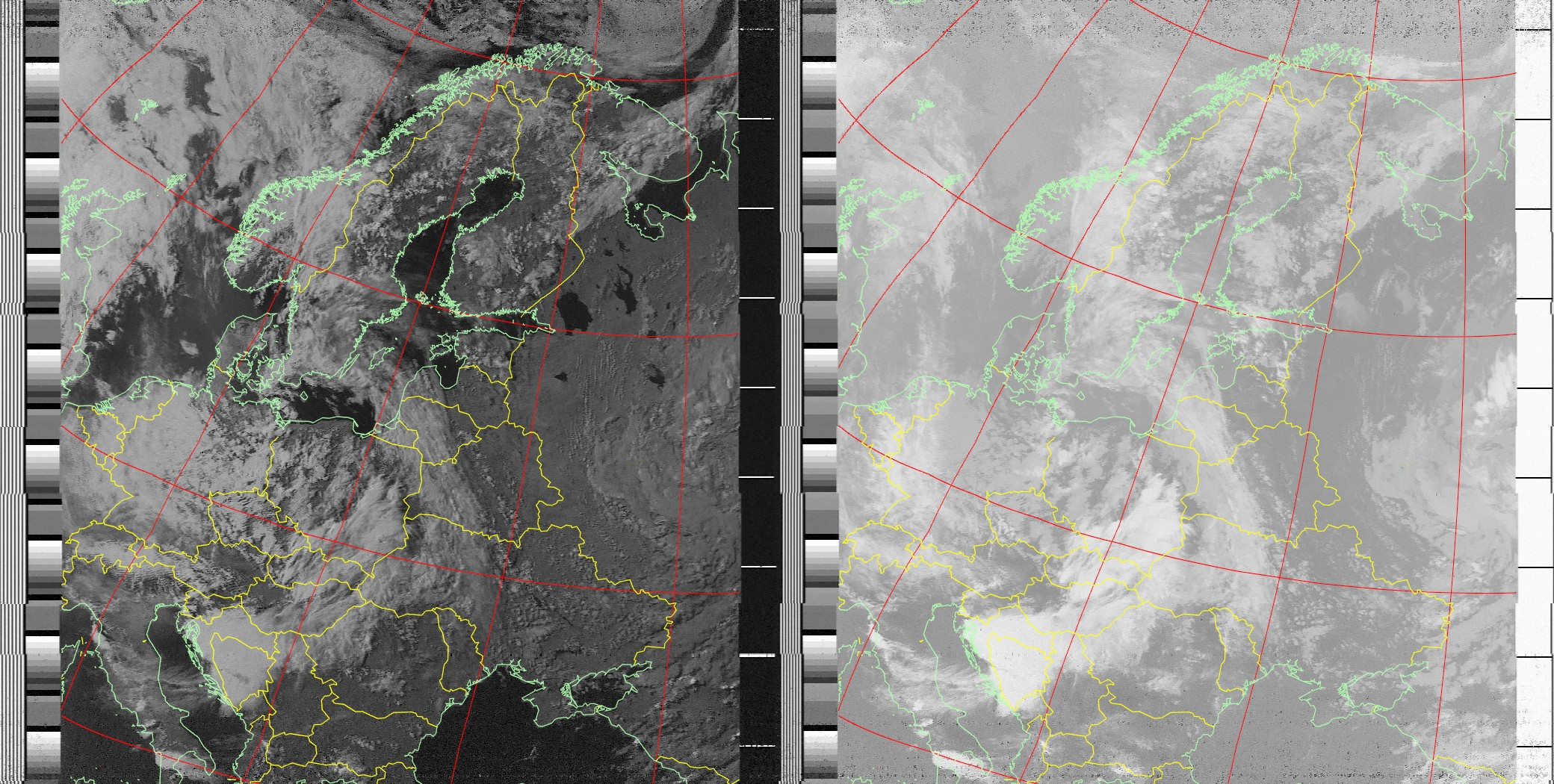
Une image APT transmise par NOAA-15, avec le canal 2 à gauche, et le canal 4 à droite.

À l'instar des autres satellites de la série NOAA POES, NOAA-15 peut transmettre des images issues de l'instrument AVHRR/3. La transmission se fait selon deux modes : l'Automatic Picture Transmission (APT) et le High Resolution Picture Transmission (HRPT). Le mode APT diffuse en continu sur la fréquence de 137,62 MHz des images à résolution réduite, d'environ 4 kilomètres par pixel. Le satellite transmet l'image ligne par ligne, en temps réel. Grâce à sa simplicité technique, les images APT peuvent être facilement reçues avec un simple récepteur radio. Le mode HRPT transmet des images de haute résolution à environ 1,1 kilomètre par pixel, exploitant l'ensemble des canaux de l'instrument. Cette transmission, émise sur la bande L à 1 702,5 MHz, peut également être reçue par les amateurs, mais requiert un équipement plus complexe.

#### High Resolution Infrared Sounder/3(HIRS/3)
Le High Resolution Infrared Sounder/3 (HIRS/3) est un spectromètre à 20 canaux, couvrant le visible et l'infrarouge, embarqué sur les satellites météorologiques polaires de la série Advanced TIROS-N et NOAA POES. Il est conçu pour mesurer la température et l'humidité de l'atmosphère. Le HIRS/3 est une version améliorée du HIRS/2, déjà utilisé sur les satellites de la série TIROS-N, mais avec six bandes spectrales modifiées afin d'augmenter la précision des mesures. HIRS/3 pèse 34 kilogrammes, et fonctionne avec une puissance de 22,7 W.
Le HIRS/3 permet de calculer la teneur en vapeur d'eau, en eau liquide et en ozone des nuages. Il balaie un angle de 49,5° de part et d'autre de la trajectoire du satellite, ce qui lui donne une couverture au sol de 1 125 kilomètres par ligne de balayage. Chaque ligne est découpée en 56 points de mesure, espacés de 42 kilomètres le long de la trajectoire, avec une résolution maximale de 17,4 kilomètres par pixel.
| Canal | Type            | Longueur d'onde | Fréquence |
| ----- | --------------- | --------------- | --------- |
| 1     | Infrarouge      | 14,95 µm        | 20,1 THz  |
| 2     | Infrarouge      | 14,71 µm        | 20,4 THz  |
| 3     | Infrarouge      | 14,49 µm        | 20,7 THz  |
| 4     | Infrarouge      | 14,22 µm        | 21,1 THz  |
| 5     | Infrarouge      | 13,97 µm        | 21,5 THz  |
| 6     | Infrarouge      | 13,64 µm        | 22,0 THz  |
| 7     | Infrarouge      | 13,35 µm        | 22,5 THz  |
| 8     | Infrarouge      | 11,11 µm        | 27,0 THz  |
| 9     | Infrarouge      | 9,71 µm         | 30,9 THz  |
| 10    | Infrarouge      | 12,45 µm        | 24,1 THz  |
| 11    | Infrarouge      | 7,33 µm         | 40,9 THz  |
| 12    | Infrarouge      | 6,52 µm         | 46,0 THz  |
| 13    | Infrarouge      | 4,57 µm         | 65,6 THz  |
| 14    | Infrarouge      | 4,52 µm         | 66,4 THz  |
| 15    | Infrarouge      | 4,47 µm         | 67,1 THz  |
| 16    | Infrarouge      | 4,45 µm         | 67,4 THz  |
| 17    | Infrarouge      | 4,13 µm         | 72,6 THz  |
| 18    | Infrarouge      | 4,0 µm          | 75,0 THz  |
| 19    | Infrarouge      | 3,76 µm         | 79,8 THz  |
| 20    | Spectre visible | 0,69 µm         | 434 THz   |

#### Search and Rescue Satellite Aided Tracking System(SARSAT)

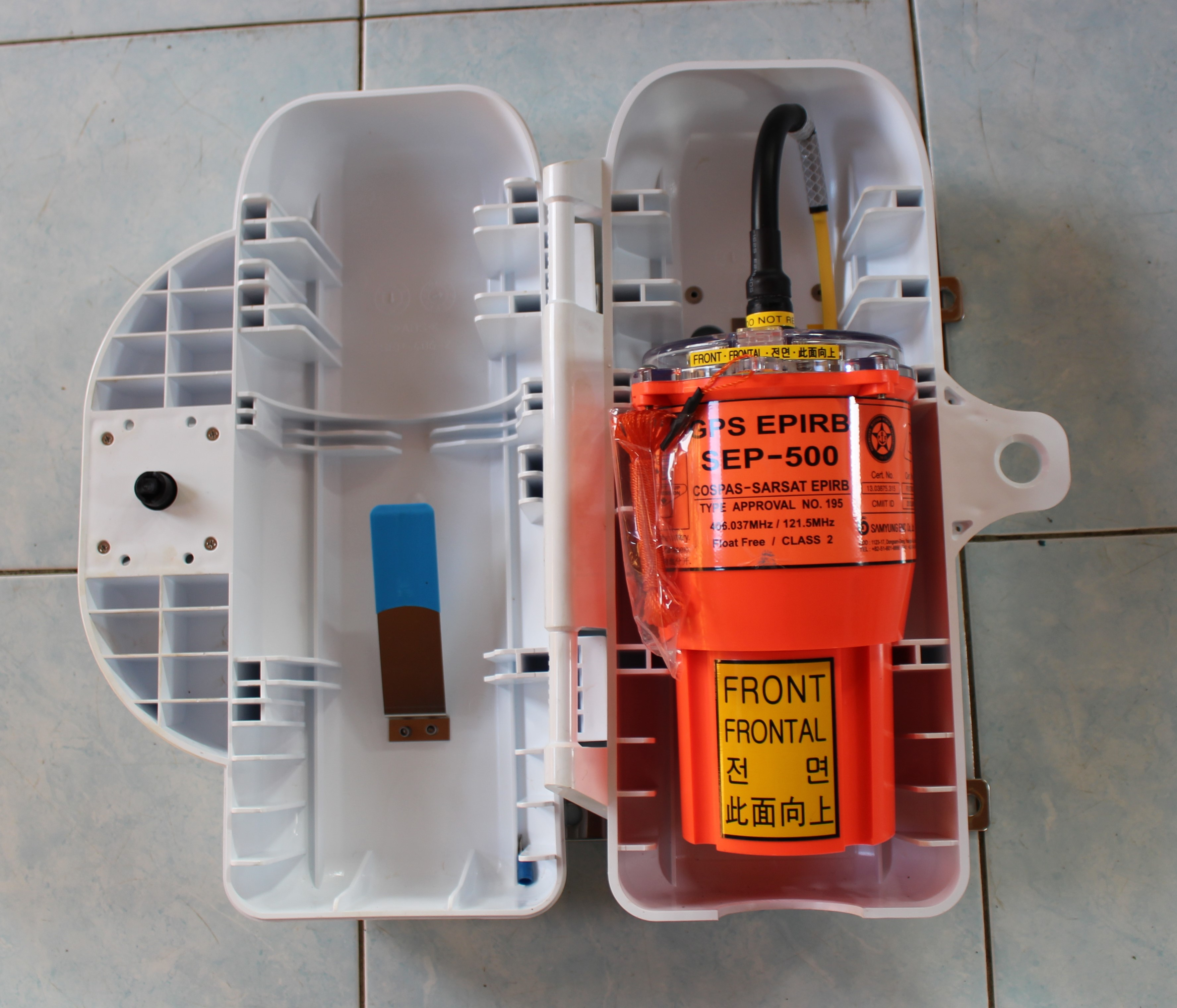
Exemple d'un Emergency Position Indicating Radio Beacon, que NOAA-15 peut recevoir.

Le Search and Rescue Satellite Aided Tracking System (SARSAT) embarqué à bord des satellites météorologiques en orbite polaire de la série NOAA POES est un transpondeur conçu pour détecter et localiser les Emergency Locator Transmitter (ELT) et les Emergency Position Indicating Radio Beacon (EPIRB), dans le cadre du programme Cospas-Sarsat. L'instrumentation SARSAT se compose de deux éléments : le Search and Rescue Repeater (SARR) et le Search and Rescue Processor (SARP-2). Le SARR est un système de radiocommunication capable de recevoir trois fréquences situées dans la VHF et l'UHF, que sont 121,5 MHz (fréquence GUARD), 243 MHz et 406,05 MHz. Ces émissions sont traduites et retransmises à la fréquence 1 544 MHz, sur la bande L, à destination des stations de recherche et de sauvetage locales. Le SARP-2, quand à lui, est un récepteur et un processeur qui reçoit les données numériques provenant des émetteurs terrestres d'urgence en UHF et qui les démodule, les traite, les stocke et les relaie au SARR où elles sont combinées avec les trois signaux SARR et transmises via 1 544 MHz aux stations locales. SARSAT pèse 24 kilogrammes, et fonctionne avec une puissance de 53 W.

#### Argos Data Collection System 2(DCS-2)
L'Argos Data Collection System 2 (DCS-2) est un système de radiocommunication du système Argos, créé conjointement par le Centre national d'études spatiales (CNES) et la NOAA. Il s'agit d'une version améliorée de l'Argos Data Collection System, et monté pour la première fois sur NOAA-15, puis sur NOAA-16 et NOAA-17. Il permet la collecte de données météorologiques à partir de plateformes comme les bouées, les ballons flottants et des stations météorologiques, et traite les données en vue de leur stockage à bord et de leur transmission ultérieure depuis le satellite. Pour les plateformes flottantes, le DCS-2 détermine la position avec moyenne quadratique de 5 à 8 kilomètres et ua vitesse de 1,0 à 1,6 m/s. Le DCS-2 mesure la fréquence et l'heure du signal entrant, le formate et l'enregistre dans le satellite, afin d'être transmis aux stations de la NOAA. Ces données sont extraites par la NOAA et le National Environmental Satellite, Data, and Information Service (NESDIS) et envoyées au Centre spatial de Toulouse, pour le traitement, la diffusion aux utilisateurs et l'archivage. Par rapport au premier Argos Data Collection System, le DCS-2 passe de quatre à huit messages possibles simultanément, et sa bande allouée passe de 24 à 80 kHz, permettant une distribution plus efficace entre les émetteurs et une séparation plus fiable des informations provenant des différentes plateformes du satellite. DCS-2 pèse 20 kilogrammes, et fonctionne avec une puissance de 29,3 W.